# Сассен-Бюнсов Ланд (национальный парк)
Сассен-Бюнсов-Ланд (норв. Sassen-Bünsow Land nasjonalpark) — норвежский национальный парк территориально расположен на территории архипелага Шпицберген, на остове Западный Шпицберген. Моряк-китобой Хилмар Нёйс построил китобойную станцию Фредхейм на северной стороне реки Сассен. На территории парка в долине Эскер находятся самые высокие водопады Шпицбергена. Площадь поверхности — 1230 км².